# Чемпионат мира по санному спорту 1959
5-й чемпионат мира по санному спорту прошёл с 7 по 8 февраля 1959 года на санно-бобслейной трассе в Виллар-де-Лансе, Франция. В мужских двойках мероприятие было отменено из-за плохих погодных условий.

## Одиночки (мужчины)
| Золото        | Серебро           | Бронза        |
| Херберт Талер | Йозеф Файстмантль | Дэвид Мородер |

## Одиночки (женщины)
| Золото     | Серебро     | Бронза       |
| Элли Либер | Мария Иссер | Агнес Нойрер |

## Общий медальный зачёт
| Место | Страна  | Золото | Серебро | Бронза | Всего |
| ----- | ------- | ------ | ------- | ------ | ----- |
| 1     | Австрия | 2      | 2       | 1      | 5     |
| 2     | Италия  | 0      | 0       | 1      | 1     |